# Campaspe River (vattendrag i Australien, Victoria)
Campaspe River är ett vattendrag i Australien. Det ligger i delstaten Victoria, omkring 190 kilometer norr om delstatshuvudstaden Melbourne.
Trakten runt Campaspe River består till största delen av jordbruksmark. Runt Campaspe River är det glesbefolkat, med 13 invånare per kvadratkilometer. Genomsnittlig årsnederbörd är 574 millimeter. Den regnigaste månaden är februari, med i genomsnitt 91 mm nederbörd, och den torraste är januari, med 22 mm nederbörd.